# East Liverpool
East Liverpool is een plaats (city) in de Amerikaanse staat Ohio, en valt bestuurlijk gezien onder Columbiana County.

## Demografie
Bij de volkstelling in 2000 werd het aantal inwoners vastgesteld op 13.089.
In 2006 is het aantal inwoners door het United States Census Bureau geschat op 12.305, een daling van 784 (-6.0%).

## Geografie
Volgens het United States Census Bureau beslaat de plaats een oppervlakte van
11,8 km², waarvan 11,3 km² land en 0,5 km² water.

## Geboren in East Liverpool
- Sarah (Sally) Ruth Johnston Reid (30 januari 1948), componiste en muziekpedagoog

## Plaatsen in de nabije omgeving
De onderstaande figuur toont nabijgelegen plaatsen in een straal van 8 km rond East Liverpool.